# Zeuxidam (príncep)
Zeuxidam o Zeuxidames (en llatí Zeuxidamus o Zeuxidames, en grec antic Ζευξίδαμος) fou un príncep espartà, fill de Leotíquides. Portava el malnom de Cinisc (Cyniscus).
Va morir abans que el seu pare i va deixar un fill, Arquidam II, que va succeir al seu avi l'any 469 aC.